# Lesco I, o Branco

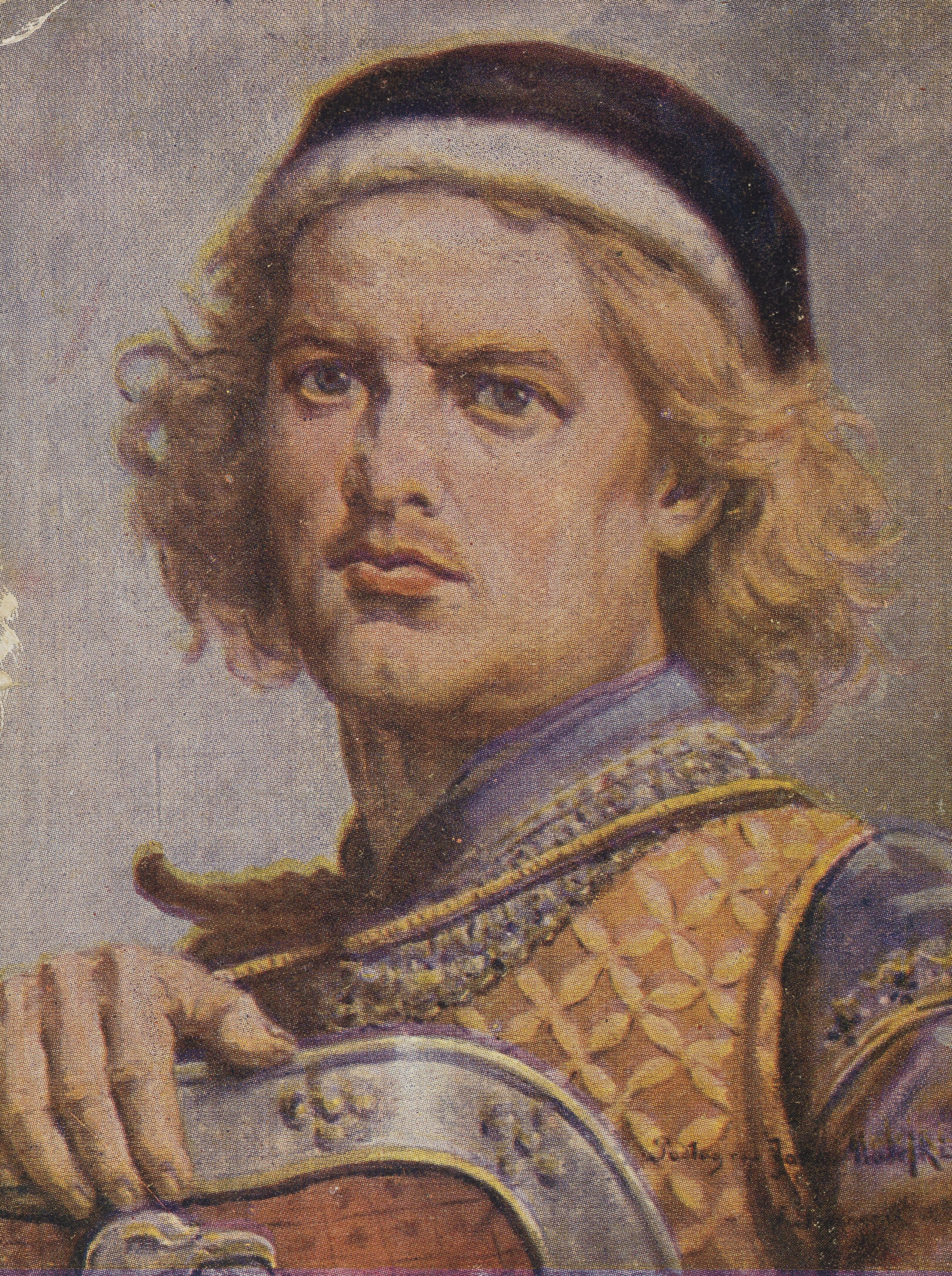
Pintura de Jan Matejko

Lesco I, o Branco (em polonês/polaco: Leszek Biały; em latim: Lescus; 1186 – 1227) foi príncipe de Sandomierz (de 1202 até 1206) e de Cracóvia. Em 1205, venceu a armada da Rutênia do príncipe Romano, o Grande na Batalha de Zawichost nos território conhecido como Pequena Polónia. No ano de 1227, durante uma reunião dos barões polacos na cidade de Gąsawa, foi assassinado, possivelmente por ordem do duque Suentopulco II da Pomerânia.

## Relações familiares
Casou com Grzymisława de Łuck de quem teve:
1. Boleslau V (1226 - 1279).